# Загуже (Велицький повіт)
Загуже (пол. Zagórze) — село в Польщі, у гміні Неполомиці Велицького повіту Малопольського воєводства.
Населення — 703 особи (2011).

## Демографія
Демографічна структура станом на 31 березня 2011 року:
|          | Загалом | Допрацездатний вік | Працездатний вік | Постпрацездатний вік |
| -------- | ------- | ------------------ | ---------------- | -------------------- |
| Чоловіки | 340     | 77                 | 225              | 38                   |
| Жінки    | 363     | 80                 | 205              | 78                   |
| Разом    | 703     | 157                | 430              | 116                  |